# Internet Messaging Program
Das Internet Messaging Program (kurz: IMP) ist ein Open-Source-Webmailer für das Horde-Framework auf PHP-Basis.
IMP war ursprünglich ein eigenständiges Programm. Da aber viele Verbesserungsvorschläge und Erweiterungswünsche der Nutzerbasis thematisch nicht mehr dem Bereich Webmail zugeordnet werden konnten, kam es zu einer Trennung in das Framework Horde und dem darauf aufbauenden Modul IMP. Für den Betrieb von IMP ist seither eine lauffähige Installation von Horde notwendig.
IMP kann über die Horde-API auf andere Horde-Module zugreifen. So kann IMP beispielsweise das Modul Turba als Adressbuch verwenden oder aus E-Mails heraus Notizen in Mnemo (Hordes virtuelles Notizbuch) abspeichern.
IMP greift in neueren Versionen recht stark auf JavaScript und dynamisches HTML zurück. Für ältere Browser ist die traditionelle Ansicht weiter verfügbar, um mögliche Schwierigkeiten durch moderne Techniken zu umgehen.

## Merkmale
Neben dem obligatorischen webbasierten Zugriff auf IMAP-, POP3- und SMTP-Server bietet IMP folgende Funktionen:
- IMAP Folder Subscription
- Das Erstellen von IMAP-Verzeichnissen kann eingeschränkt werden
- Der Namensraum des IMAP-Servers kann via RFC 3501[2] ermittelt werden
- Verschlüsselung mit GPG/PGP und S/MIME
- Thread-Ansicht (zum Lesen von Mailinglisten)
- Unterstützung für Spamerkennungsprogramme wie zum Beispiel SpamAssassin
- E-Mail-Anhänge können im Verbund mit dem Modul Gollem direkt aus oder in den Webspace des Nutzers hinein geladen werden
- E-Mail-Anhänge können gesammelt als ZIP-Datei heruntergeladen werden
- Ein WYSIWYG-Editor ist für das Erstellen von HTML-E-Mails verfügbar
- ispell oder aspell können zur Rechtschreibeprüfung eingebunden werden
- Virtuelle Verzeichnisse (alle ungelesenen E-Mails können in einem virtuellen Eingangsverzeichnis angezeigt werden. Gleiches gilt für E-Mails, die einem angegebenen Suchkriterium entsprechen).

## Varianten

### Mobile IMP
MIMP ist eine abgespeckte Version von IMP für WAP-fähige Mobiltelefone und PDAs.
Die Funktionen von MIMP umfassen das Durchsuchen von Mailboxen sowie das Anzeigen, Löschen, Weiterleiten, Beantworten und Erstellen von E-Mails.
Eine erste Version für den Produktionseinsatz wurde am 7. Juni 2006 herausgegeben.
Neben MIMP für WAP-Telefone gibt es mittlerweile bei IMP 5 auch eine Ansicht für AJAX-fähige Smartphones auf Basis von jQuery Mobile.

### DIMP
DIMP ist eine Version von IMP mit volldynamischer Oberfläche, die via Ajax realisiert wird. DIMP ist in Horde 3 ein separates Produkt, das auf IMP 4 aufsetzt. Ab Horde 4 ist DIMP fest in IMP 5 integriert.